# 復本一郎
復本 一郎（ふくもと いちろう、1943年9月5日 - ）は、日本の国文学者・俳人。神奈川大学名誉教授。専門は、近世・近代の俳文学。俳号は復本鬼ヶ城（おにがじょう）。「阿」の会代表。

## 略歴
愛媛県宇和島市生まれ。神奈川県横浜市で育ち、横浜市立青木小学校、横浜市立栗田谷中学校、神奈川県立横浜翠嵐高等学校を卒業。1966年、早稲田大学第一文学部文学科国文学専修卒業。1972年、同大学院博士課程単位取得満期退学、福岡教育大学助手。1973年、講師、1974年、助教授。同年、書籍 (『芭蕉における「さび」の構造』)で窪田空穂賞（早稲田大学国文学会）受賞。1977年、静岡女子大学文学部助教授。1979年10月、静岡大学人文学部助教授、1988年、教授。同年 早稲田大学文学博士。1989年、神奈川大学経営学部教授。1998年、実験的俳句集団「鬼の会」の機関誌「鬼」（年2回刊）を創刊。2003年、俳句分野の功績に対して第9回横浜文学賞を受賞。2009年、神奈川大学を早期定年退職、名誉教授。2018年、第18回現代俳句大賞を受賞。2024年、地域文化功労者。

## 著書
- 復本一郎『芭蕉における「さび」の構造』塙書房〈塙選書〉、1973年。NDLJP:12457208。
- 『芭蕉の美意識』古川書房 1979
- 『さび 俊成より芭蕉への展開』塙新書 1983
- 『笑いと謎 俳諧から俳句へ』角川選書 1984
- 『本質論としての近世俳論の研究』風間書房 1987
- 『俳句読本』雄山閣出版 1988
- 『芭蕉古池伝説』大修館書店 1988
- 『俳人名言集』朝日新聞社 1989 のち文庫
- 『俳句を楽しむ ハレの俳句ケの俳句』雄山閣出版 1990
- 『俳句忠臣蔵』新潮選書 1991
- 『芭蕉俳句16のキーワード』日本放送出版協会・NHKブックス 1992
- 『俳人たちの言葉』邑書林 1994
- 『入門芭蕉の読み方』日本実業出版社 1996
- 『現代俳句への問いかけ』邑書林 1997
- 『芭蕉歳時記 竪題季語はかく味わうべし』講談社選書メチエ 1997
- 『江戸俳句夜話』日本放送出版協会・NHKライブラリー 1998
- 『俳句から見た俳諧 子規にとって芭蕉とは何か』御茶の水書房・神奈川大学評論ブックレット 1999
- 『俳句と川柳 「笑い」と「切れ」の考え方、たのしみ方』講談社現代新書 1999
  - のち『俳句と川柳』講談社学術文庫 2014
- 『芭蕉の言葉 去来抄新々講』邑書林 1999
- 『俳句芸術論』沖積舎 2000
- 『俳句源流考 俳諧発句論の試み』愛媛新聞社 2000
- 『知的に楽しむ川柳』日東書院 2001
- 『佐藤紅緑 子規が愛した俳人』岩波書店 2002
- 『正岡子規・革新の日々 子規は江戸俳句から何を学んだか』本阿弥書店 2002
- 『子規との対話』邑書林 2003
- 『青春俳句をよむ』岩波ジュニア新書 2003
- 『俳句実践講義』岩波テキストブックス 2003
  - のち岩波現代文庫 2012
- 『俳句とエロス』講談社現代新書 2005
- 『日野草城 俳句を変えた男』角川学芸出版 2005
- 『新・俳人名言集』春秋社 2007
- 『日本人が大切にしてきた季節の言葉』青春新書インテリジェンス 2007
- 『俳句の発見 正岡子規とその時代』日本放送出版協会 2007
- 『芭蕉との対話 復本一郎芭蕉論集成』沖積舎 2009
- 『余は、交際を好む者なり 正岡子規と十人の俳士』岩波書店 2009
- 『子規のいる風景』創風社出版 2011
- 『子規とその時代』三省堂 2012
- 『子規のいる街角』創風社出版 2013
- 『「俳」の精神 芭蕉から井月へ』沖積舎 2013
- 『歌よみ人 正岡子規 病ひに死なじ歌に死ぬとも』岩波現代全書 2014
- 『江戸俳句百の笑い』コールサック社 2014
- 『子規庵・千客万来』コールサック社 2016
- 『正岡子規伝 わが心世にしのこらば』岩波書店 2021

## 共編著
- 『芭蕉の弟子たち 蕉門十哲の俳風と生活』編 雄山閣出版 1982
- 『総合芭蕉事典』栗山理一監修 尾形仂、山下一海共編 雄山閣 1982
- 『歳時記の宇宙』鷹羽狩行、夏石番矢共編 雄山閣出版 1997 Series俳句世界
- 『芭蕉解体新書 芭蕉の永久革命 現代に発信し続ける芭蕉俳句のダイナミズム』川本皓嗣、夏石番矢共編 雄山閣出版 1997 Series俳句世界 別冊 1
- 『パロディーの世紀』荻野アンナ、夏石番矢共編 雄山閣出版 1997 Series俳句世界
- 『子規解体新書』粟津則雄、夏石番矢共編 雄山閣出版 1998 Series俳句世界 別冊 2
- 『時代と新表現』坪内稔典、夏石番矢共編 雄山閣出版 1998 Series俳句世界
- 『精選季題別芭蕉秀句』編著 1998 邑書林句集文庫
- 『旅のトポロジー』鎌田東二、夏石番矢共編 雄山閣出版 1998 Series俳句世界
- 『早引き俳句季語辞典 使いたい言葉がわかる』編 三省堂 2003
- 『三省堂名歌名句辞典』佐佐木幸綱共編 2004
- 『松尾芭蕉ワンダーランド』責任編集 沖積舎 2009

## 校註など
- 『芭蕉連句評釈 杜哉連句抄』編 雄山閣出版、1974
- 上島鬼貫『鬼貫の『独ごと』全訳注』講談社学術文庫、1981
- 『奥の細道 復刻・版本絵入』編 静岡郷土出版社、1989
- 『新編日本古典文学全集 88 俳論集』堀切実共校注・訳 小学館、2001
- 『鬼貫句選』校注 岩波文庫、2010
- 井上井月『井月句集』編 岩波文庫、2012
- 『獺祭書屋俳話・芭蕉雑談』注解と解説、岩波文庫、2016
- 『子規紀行文集』岩波文庫、2019
- 『正岡子規ベースボール文集』岩波文庫、2022
- 『正岡子規スケッチ帖』岩波文庫、2024